# تشيب كونلي
تشيب كونلي (بالإنجليزية: Chip Conley)‏ هو كاتب ومدير الفندق أمريكي، ولد في 31 أكتوبر 1960 في أورانج في الولايات المتحدة.

## وصلات خارجية
- الموقع الرسمي